# ヨードアセトアミド
ヨードアセトアミド（英: 2-iodoacetamide）は化学式C2H4INOで表される有機ヨウ素化合物。
ペプチドのマッピングに使用されるアルキル化剤の1つであり、ヨード酢酸と似た働きを持つ。システインのチオール基を不可逆的に修飾し、ジスルフィド結合を阻害する。ユビキチンの阻害剤としても研究されている。他のアルキル化剤と同様、毒性があり、皮膚や眼に対する刺激性を持つ。

## ペプチダーゼ阻害剤
ヨードアセトアミドはシステインの残基のアルキル化による、システインペプチダーゼ類の不可逆的阻害剤であるが、ヨード酢酸に比べ反応速度は緩やかである。これは、ヒスチジンのイミダゾイル基とヨード酢酸のカルボキシル基の相互作用により、一般の化学反応とは異なった反応を示す。

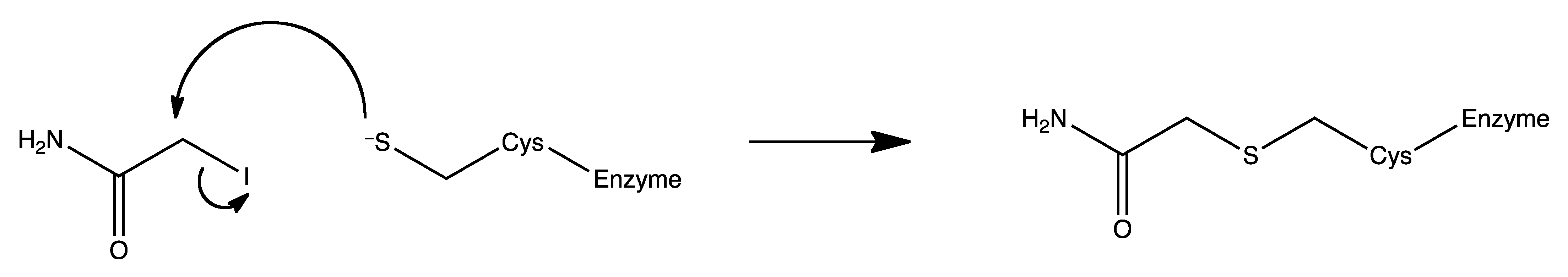
ヨードアセトアミドとシステインペプチダーゼの不可逆的な阻害機構